# マジャンタ空港
ヌーメア・マジャンタ空港（ヌーメア マジャンタくうこう、フランス語: l'Aérogare de Nouméa Magenta）は、フランスの海外領土ニューカレドニアの首都ヌーメアに存在する国内空港である。同市郊外パイタにある国際空港であるラ・トントゥータ空港とは50キロメートル離れている。日本では、英語読みの片仮名表記でマジェンタ空港（英語: Magenta Airport）とも表記する。

## 概要
米軍の飛行場跡地につくられた空港である。日本の国内線ターミナルからみると非常に小さく、航空機はすべてプロペラ機、搭乗も待合室から見える旅客機にタラップから乗り込む。マジャンタ湾に面している。

## 略歴
- 1931年 : ヌーメアの東海岸に位置するマジャンタ浜での複葉機の初飛行が行なわれる。
- 1934年 : 「カレドニア航空倶楽部」設立。
- 1942年 : 「ポピー部隊」着陸。ニューカレドニアを米軍の太平洋地域での主要海軍基地にしたパッチ将軍が指揮した、米軍の一部門である。マジャンタ浜の競馬場跡地に、浜に沿って軍用飛行場が建設された。
- 1956年 : 民間航空事業に向けて飛行場が開場した。エール・カレドニーの前身で、ニューカレドニアにおける初の国内航空会社であるトランスパック社の設立2年後のことである。同社は、ヌーメアとイル・デ・パン、ロワイヨテ諸島を結ぶ定期便を提供した。
- 1970年代 : 10万人の乗客を運べる初のエアターミナルが建設される。
- 2001年 : 工事が終了し、新ターミナルが開港、30万人の乗客を収容する空港となる。

## 就航航空会社
- エール・カレドニー
- エール・ロワイヨテ

## 国内線

### エール・カレドニー
- ロイヤルティ諸島 - リフー島、マレ島、ウベア島、ティガ島（リフー島あるいはマレ島経由）
- プロヴァンス・ノール - コネ、クーマック、トゥーオ、ベレップ諸島（クーマック経由）
- プロヴァンス・シュド - イル・デ・パン

### エール・ロワイヨテ
- ロイヤルティ諸島 - リフー島、マレ島、ウベア島、ティガ島（リフー島経由）
- プロヴァンス・ノール - コネ、クーマック、トゥーオ、ベレップ諸島（クーマック経由）
- プロヴァンス・シュド - イル・デ・パン、パイタ（ラ・トントゥータ空港）

## 空港へのアクセス
サンカンタンとヌーメア市街を結ぶバス「ブルーライン」がマジャンタ空港に停車する。日没以降はバスが運行しないので、タクシーや乗用車のみ。市街からは15分程度。

## 註
1. ↑  ニューカレドニア観光局 地図（2009年9月28日閲覧）、『地球の歩き方』（ダイヤモンド社、改訂第15版、2009年6月13日刊 ISBN 4478057044）等。いずれも、同空港名のほか、セント・ジョゼフ大聖堂（現地読み : サン＝ジョゼフ大聖堂）等、英語読みの片仮名表記が散見される。